# 天主教錫古恩薩-瓜達拉哈拉教區
天主教錫古恩薩-瓜達拉哈拉教區（拉丁語：Dioecesis Seguntina-Guadalaiarensis）是西班牙一個羅馬天主教教區，位於瓜達拉哈拉省，屬托萊多總教區。
教區成立於589年。2010年有教友221,632人，佔轄區總人口90.0%。教區下轄471個堂區，有261名司鐸。現任教區主教為阿提拉諾·羅德里格斯·馬丁內斯。